# Tammurriata

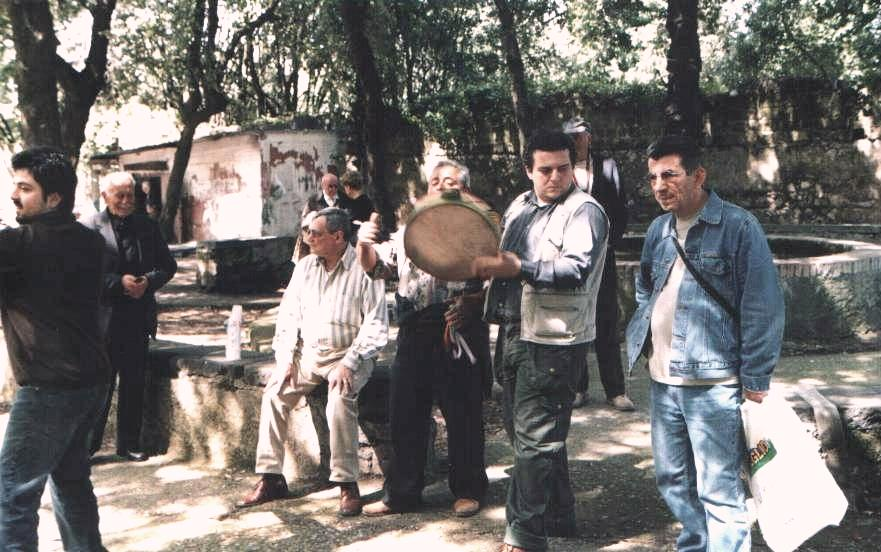
Tammurriata - Musiciens

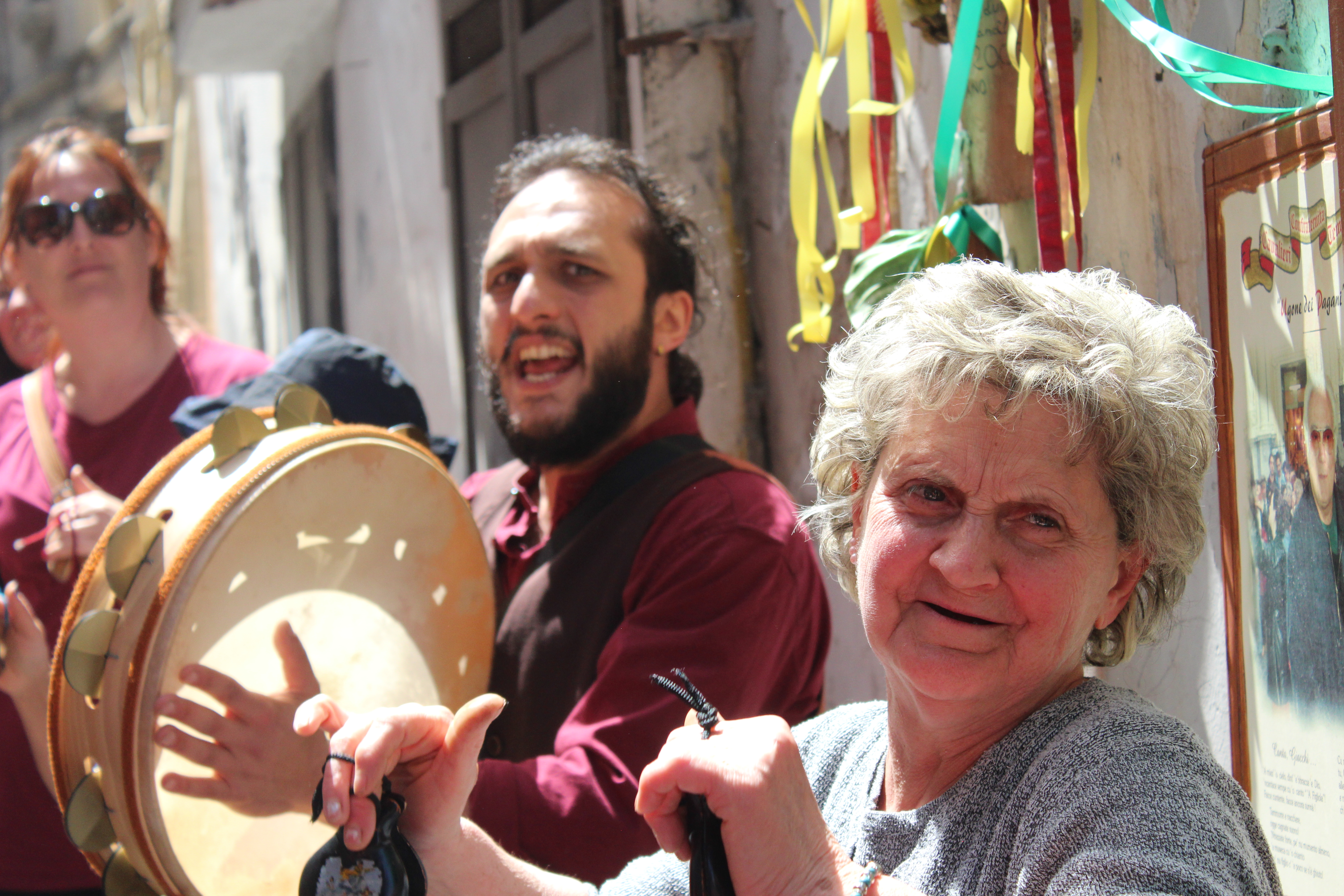
Chant et danse - Tammurriata à Pagani

La tammurriata est une danse traditionnelle de Campanie, appelée par les interprètes directs aussi ballo, danse. Elle fait partie de la grande famille des danses traditionnelles appelées tarentelle. Le terme tammurriata jusqu’à il y a quelques décennies désignait seulement un répertoire de chant ou instrumental, alors qu’actuellement il représente une famille complexe de danses exécutées sur le rythme du tambour traditionnel : la tammorra (it) qui ne doit pas être confondue avec le tambourin napolitain qui est beaucoup plus petit.
Cette danse est toujours pratiquée dans une vaste zone qui va de la basse vallée du Volturno, la zone de Caserte, la zone autour du volcan Vésuve, jusqu’à l’Agro Nocerino, la zone de Nola, Sarno et la côte amalfitaine.

## Styles

### Giuglianese
Ce style doit son nom à la ville de Giugliano, ce style est caractérisé pour l’exécution musicale avec des tammorre (tambours), la voix qui chante et une flûte appelée « Sisco » ; la danse a des pas et des figures coordonnées avec l’exécution musicale et une grande variété de « vutade » (figures de rotation reliées ou rapprochées) entre les couples de danseurs, composé par hommes et femmes ou mixtes.

### Vesuviano sarnese-sommese
Ce style est exécuté par une « paranza » (groupe) de danseurs et joueurs. Il prévoit des formes chorégraphiques bien reconnaissables : la « vutata », figure de rotation reliés ou rapprochés exécuté par les danseurs, en coïncidence du coup de tambour correspondant à une intensification rythmique. Les danses exécutée lors de la fête de la Madone des Trois Couronnes le 15 août à Sarno, à la fête de la Madone de Montevergine (les 8 et 12 septembre) et en l’honneur de la Madone du Carmine (le lundi de l’Ange et le 16 juillet) sont un exemple de ce style.

### Nocerino
Ce style prévoit des mouvements oscillatoires du bassin, des plis de jambes, un mouvement intense et varié des bras. Des exemples de ce style sont les danses traditionnelles au Sanctuaire de Santa Maria dei Miracoli de Montalbino (Nocera Inferiore), de la Madonna delle Galline (Pagani), de la Madonna Materdomini (Nocera Superiore), de la Madonna dei Bagni (Scafati).

### Pimonteseetcôte amalfitaine
Ce style doit son nom à la ville de Pimonte. Dans ce style, la ligne mélodique du premier chanteur est particulière, il alterne en permanence le système traditionnel des modes majeurs avec un mode mineur dans les cadences. Un texte fait référence à la célèbre « Fenesta ca lucive », connue dans le XIXe siècle comme chanson mélodique-romantique napolitaine; un autre texte est la version authentique de « Spingole Francesi » à laquelle Salvatore Di Giacomo s'est inspiré pour sa chanson connue et homonyme.